# Hylodidae
Hylodidae is een familie van kikkers (orde Anura). Er is nog geen Nederlandse naam voor deze familie, waarvan de soorten vroeger behoorden tot de Leptodactylidae. De groep werd voor het eerst wetenschappelijk beschreven door Albert Carl Lewis Gotthilf Günther in 1858. Oorspronkelijk werd de wetenschappelijke naam Hylodinae gebruikt.
Er zijn 46 soorten, inclusief de pas in 2015 wetenschappelijk beschreven soort Crossodactylus franciscanus. Alle soorten leven in delen van Zuid-Amerika; in de landen Brazilië en Argentinië.

## Taxonomie
Familie Hylodidae
- Geslacht Crossodactylus Duméril & Bibron, 1841
- Geslacht Hylodes Fitzinger, 1826
- Geslacht Megaelosia Miranda-Ribeiro, 1923
- Geslacht Phantasmarana Vittorazzi, Augusto-Alves, Neves-da-Silva, Carvalho-e-Silva, Recco-Pimentel, Toledo, Lourenço & Bruschi, 2021

Allophrynidae · 
Alsodidae · 
Alytidae · 
Aromobatidae · 
Arthroleptidae · 
Myobatrachidae · 
Batrachylidae · 
Blaasoppies · 
Bombinatoridae · 
Boomkikkers · 
Brachycephalidae · 
Calyptocephalellidae · 
Ceratobatrachidae · 
Ceratophryidae · 
Conrauidae · 
Craugastoridae · 
Cycloramphidae · 
Dicroglossidae · 
Echte kikkers · 
Eleutherodactylidae · 
Fluitkikkers · 
Glaskikkers · 
Gouden kikkers · 
Graafkikkers · 
Hemiphractidae · 
Hylodidae · 
Knoflookpadden · 
Limnodynastidae · 
Megophryidae · 
Mexicaanse gravende padden · 
Micrixalidae · 
Microhylidae · 
Nasikabatrachidae · 
Nieuw-Zeelandse oerkikkers · 
Nyctibatrachidae · 
Odontobatrachidae · 
Odontophrynidae · 
Padden · 
Pelodytidae · 
Petropedetidae · 
Phrynobatrachidae · 
Pijlgifkikkers · 
Ptychadenidae · 
Pyxicephalidae · 
Ranixalidae · 
Rhinodermatidae · 
Rietkikkers · 
Scaphiopodidae · 
Schuimnestboomkikkers · 
Seychellenkikkers · 
Spookkikkers · 
Staartkikkers · 
Telmatobiidae · 
Tongloze kikkers